# Brad Drewett
Brad Drewett, né le 19 juillet 1958 à Maclean et mort le 3 mai 2013 à Sydney, est un joueur australien de tennis.
Il a été directeur du Masters de tennis et président de l'ATP jusqu'au 14 janvier 2013, date à laquelle il annonce sa démission car il est atteint de la maladie de Charcot. Il est décédé le vendredi 3 mai 2013.